# Welzow
Welzow (in lusaziano inferiore Wjelcej) è una città di 3 229 abitanti del Brandeburgo, in Germania.

Appartiene al circondario della Sprea-Neiße.

## Storia
Nel 2003 venne aggregato alla città di Welzow il soppresso comune di Proschim.

## Società

### Evoluzione demografica
- Sviluppo della popolazione dal 1875 entro gli attuali confini (Linea Blu: Popolazione; Linea puntata: Confronto dello sviluppo della popolazione dello Stato del Brandenburgo; Sfondo grigio: Ai tempi del governo nazista; Sfondo rosso: Al tempo del governo comunista)
- Sviluppo recente della popolazione (Linea blu) e previsioni

| Anno | Abitanti |
| ---- | -------- |
| 1875 | 630      |
| 1890 | 684      |
| 1910 | 5 549    |
| 1925 | 6 962    |
| 1939 | 7 815    |
| 1950 | 8 235    |
| 1964 | 7 685    |

| Anno | Abitanti |
| ---- | -------- |
| 1971 | 7 481    |
| 1981 | 6 277    |
| 1985 | 6 354    |
| 1990 | 5 602    |
| 1995 | 5 071    |
| 2000 | 4 838    |
| 2005 | 4 183    |

| Anno | Abitanti |
| ---- | -------- |
| 2010 | 3 806    |
| 2015 | 3 645    |
| 2016 | 3 552    |
| 2017 | 3 490    |
| 2018 | 3 418    |
| 2019 | 3 384    |
| 2020 | 3 317    |

Fonti dei dati sono nel dettaglio nelle Wikimedia Commons..

## Amministrazione

### Gemellaggi
Welzow è gemellata con:
- Schiffweiler, dal 1991
- Maszewo, dal 1997